# Mohammed Aman Hobohm

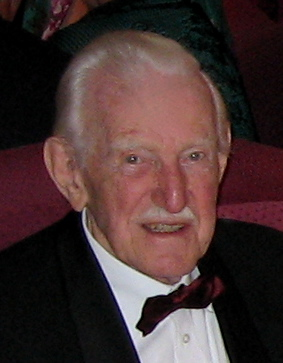
Mohammad A. H. Hobohm, 2010

Mohammed Aman Hobohm eigentlich Herbert Hobohm (* 22. Oktober 1926 in Hötensleben bei Helmstedt; † 28. Oktober 2014 in Bad Honnef) war deutscher Diplomat und stellvertretender Vorsitzender des Zentralrats der Muslime in Deutschland (ZMD).
Mit der Folge einer entsprechenden Namensänderung trat er 1939 mit 13 Jahren zum Islam über. Während des Zweiten Weltkriegs diente er in der deutschen Kriegsmarine auf einem Zerstörer, zuletzt im Range eines Fähnrichs. Nach Kriegsende und Gefangenschaft folgten Islamstudien in London. Von 21. Juni 1949 bis 1954 war er Imam der Wilmersdorfer Moschee und Vorsitzender der „Deutsch-Moslemischen Gemeinde“ in Berlin.
Von 1950 bis 1954 gab er die Zeitschrift „Orient Post“ heraus.
Danach unternahm er bis 1956 Islamstudien in Pakistan, wurde Ko-Redakteur der Zeitschrift „Voice of Islam“ in Karatschi, trat dann in den deutschen Auswärtigen Dienst ein.
Er war  als Kultur- und zeitweilig Wirtschaftsattaché an den deutschen Botschaften in Karatschi, Rawalpindi (Islamabad), Mogadischu, Colombo, London und Riad, sowie als Leiter der Zweigstelle des Goethe-Instituts in Bandung tätig. Von 1954 bis 1965 war er Vizepräsident der „World Assembly of Muslim Youth“ (WAMY) und Deutschlandberater des Islamischen Weltkongresses. Er nahm an zahlreichen internationalen islamischen Konferenzen in Pakistan, Indonesien, England, Sri Lanka, Frankreich, Japan, Schweden, Singapur, Jordanien, Ägypten und Saudi-Arabien teil. Zahlreiche Artikel, Essays, Berichte und Buchbesprechungen veröffentlichte er zu islamischen Themen in Zeitschriften islamischer Institutionen und Gesellschaften im In- und Ausland, sowie in ausländischen Tageszeitungen und bei Radio- und Fernseh-Interviews im In- und Ausland.
M. A. Hobohm war stellvertretender Vorsitzender des Zentralrat der Muslime in Deutschland (ZMD),  Ehrenmitglied der Deutschen Muslimliga e. V. und Ehrenmitglied der „Deutschen Sektion des Islamischen Weltkongresses“, Berlin. Er war Inhaber des Bundesverdienstkreuzes am Bande und des pakistanischen Verdienstordens. Von 1995 bis 2002 war er Geschäftsführer der König-Fahd-Akademie in Bad Godesberg.
Er war Vorsitzender des Annemarie Schimmel Forums in St. Augustin.